# Michael Portillo
Michael Denzil Xavier Portillo (Bushey, 26 maggio 1953) è un politico e conduttore televisivo britannico.

## Attività politica
Portillo è stato eletto per la prima volta alla Camera dei comuni nel 1984 nel collegio di Enfield Southgate, per poi divenire Ministro del Partito conservatore.
È un forte ammiratore di Margaret Thatcher.

## Attività televisiva
Portillo diviene noto al pubblico grazie alla conduzione del programma Great British Railway Journey, della BBC, in cui viaggia in treno attraverso l'Inghilterra seguendo le indicazioni di una guida del 1840, la Guida Bradshaw. La trasmissione ha avuto sette sequel: Trans Europe Express, Prossima fermata Oriente, Prossima fermata Australia e Prossima fermata Asia, in cui viaggia rispettivamente attraverso l'Europa, l'India, l'Australia e l'Asia seguendo sempre le indicazioni della Guida Bradshaw del 1913, la trasmissione (ambientata negli Stati Uniti) intitolata Prossima fermata, America, utilizzando in questo caso la Guida Appleton's del 1879, e le trasmissioni Great Alaskan Railroad Journeys e Great Canadian Railroad Journeys (inediti in Italia), utilizzando anche qui la Appleton's del 1899.
Nel 2021 ha organizzato un periplo a piedi nei sentieri del Devon e della Cornovaglia, registrando una mini serie televisiva di 6 episodi, e nel 2022 una serie sull'attraversamento dei Pirenei dall'Atlantico al Mediterraneo.

## Doppiatori italiani
- Carlo Valli in Trans Europe Express, Prossima fermata, America
- Antonio Sanna in Prossima fermata Oriente, Prossima fermata Australia, Trans Europe Express, Prossima fermata, America
- Dario Oppido in Prossima fermata Asia